# Fender J5 Telecaster
Model Fender J5 Telecaster je potpisana električna gitara koju je Fender proizveo za američkog gitarista John William Lowerya, poznatijeg pod umjetničkim imenom John 5. Isti je dobio ime 1998. godine po prekidu suradnje s rock pjevačem, tekstopiscem i autorom glazbe David Lee Rothom na poklon, kao dar za sreću pri dolasku u heavy metal sastav Marilyn Manson.

## Konfiguracija
Kofiguraciju ugrađenih elektromagneta čini dvostruki "Enforcer" elektromagnet bliže mostu i " Custom Shop Twisted" model elektromagneta bliže vratu gitare.

Svaki pojedini elektromagnet ima pojedinačne odvojene potove za kontrolu glasnoće, uz zajednički trodjelni preklopnik pomoću kojeg se odabire uporabna shema elektromagneta.
Ova konfiguracija elektromagneta omogućava uporabu gitare u širokom rasponu galzbenih žanrova, a uz radikalno drugačiji dizajn glave vrata, i kromiranom pločom koja pokriva veći dio tijela gitare, model ima specifičan izgled.

Fender je u primjeru J5 Telecastera uložio mnogo vremena i truda, i standardno je ustrajao na ugradnji iznimno kvalitetne opreme. Zbog toga, bez obzira na način/stil rukovanja, i stupanj uporabe, instrument pruža pouzdanu trajnost. Stoga je ovaj model potpuno zasluženo u cjenovnom razredu iznad mnogih drugih modela gitara. 

## Vanjske poveznice
- "Fender John 5 Telecaster proizveden u Custom Shopu - opisni sadržaj"
- "Potpisana Squier serija John 5 Telecaster modela"[neaktivna poveznica]
- "Fender John 5 proizveden u Meksiku - opisni sadržaj"  Arhivirana inačica izvorne stranice od 9. siječnja 2009. (Wayback Machine)
- "Fender John 5 proizveden u Kini - opisni sadržaj"